# Rubinclarkia
Rubinclarkia (Clarkia rubicunda) är en dunörtsväxtart som först beskrevs av John Lindley, och fick sitt nu gällande namn av H. och M. Lewis. Enligt Catalogue of Life ingår Rubinclarkia i släktet clarkior och familjen dunörtsväxter, men enligt Dyntaxa är tillhörigheten istället släktet clarkior och familjen dunörtsväxter. Arten har ej påträffats i Sverige. Inga underarter finns listade i Catalogue of Life.

## Bildgalleri

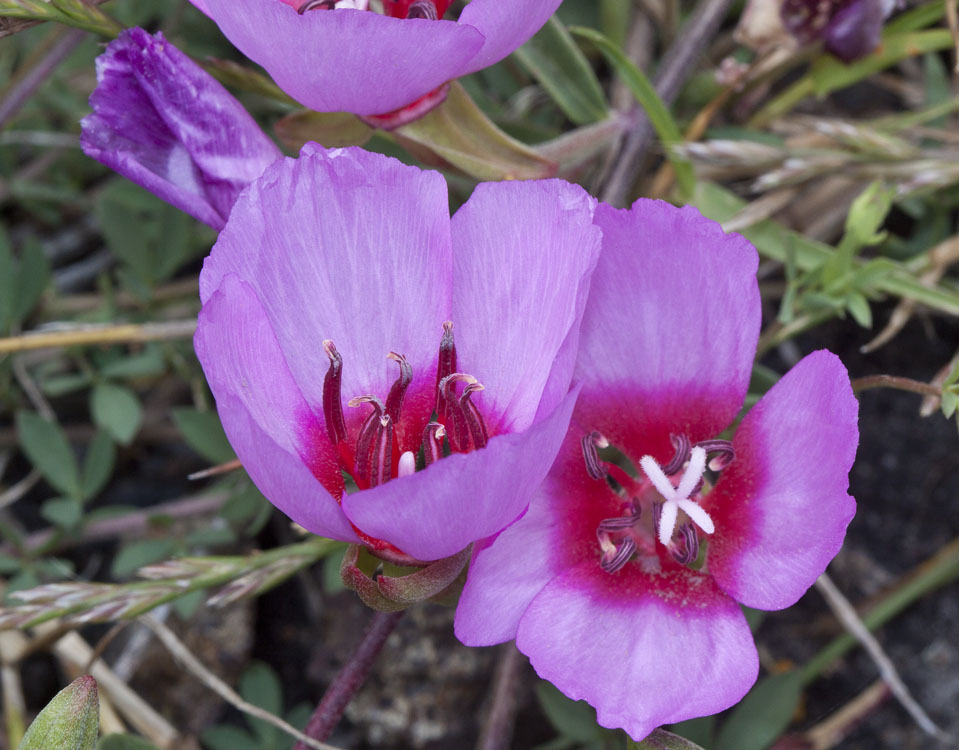
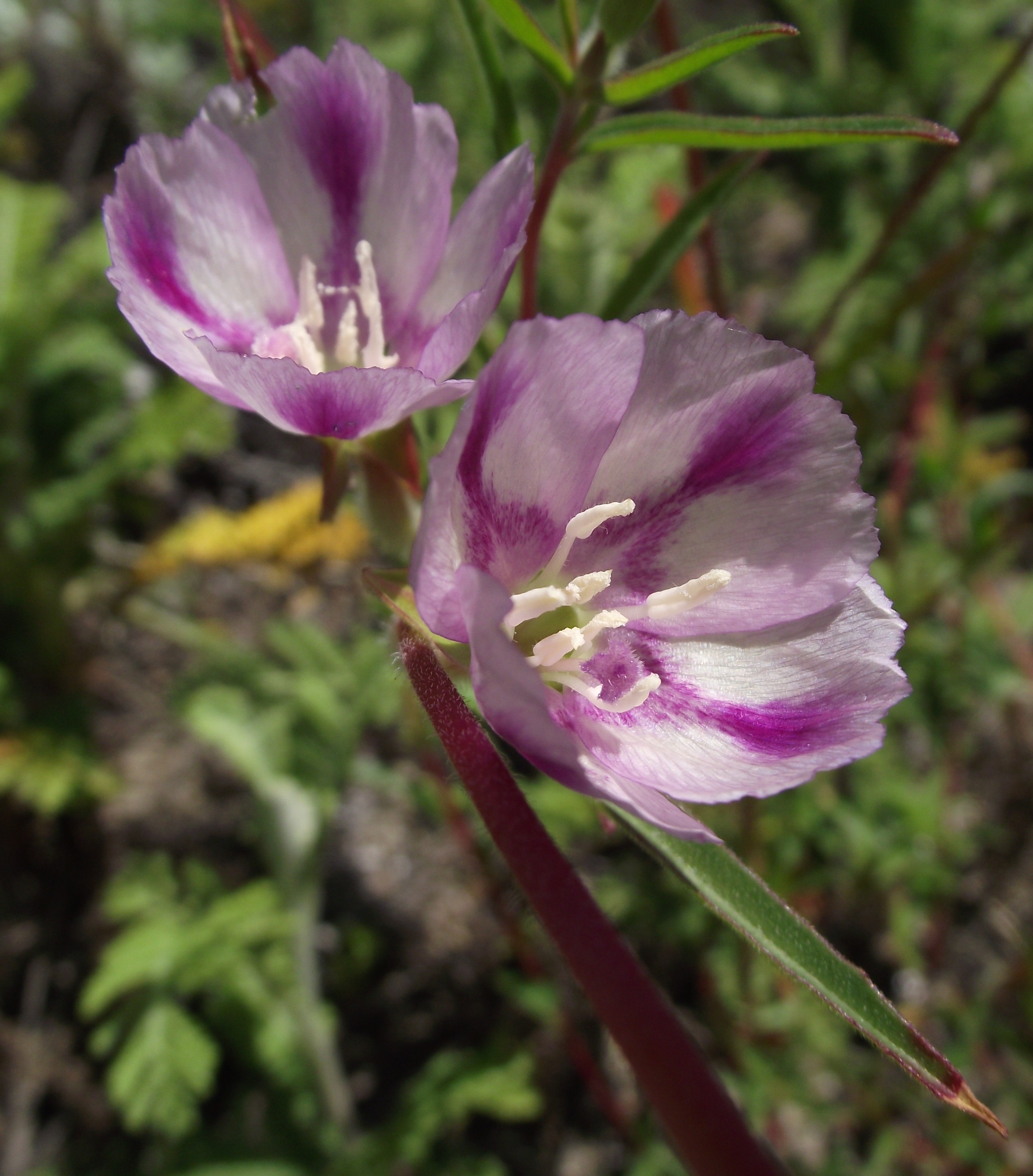
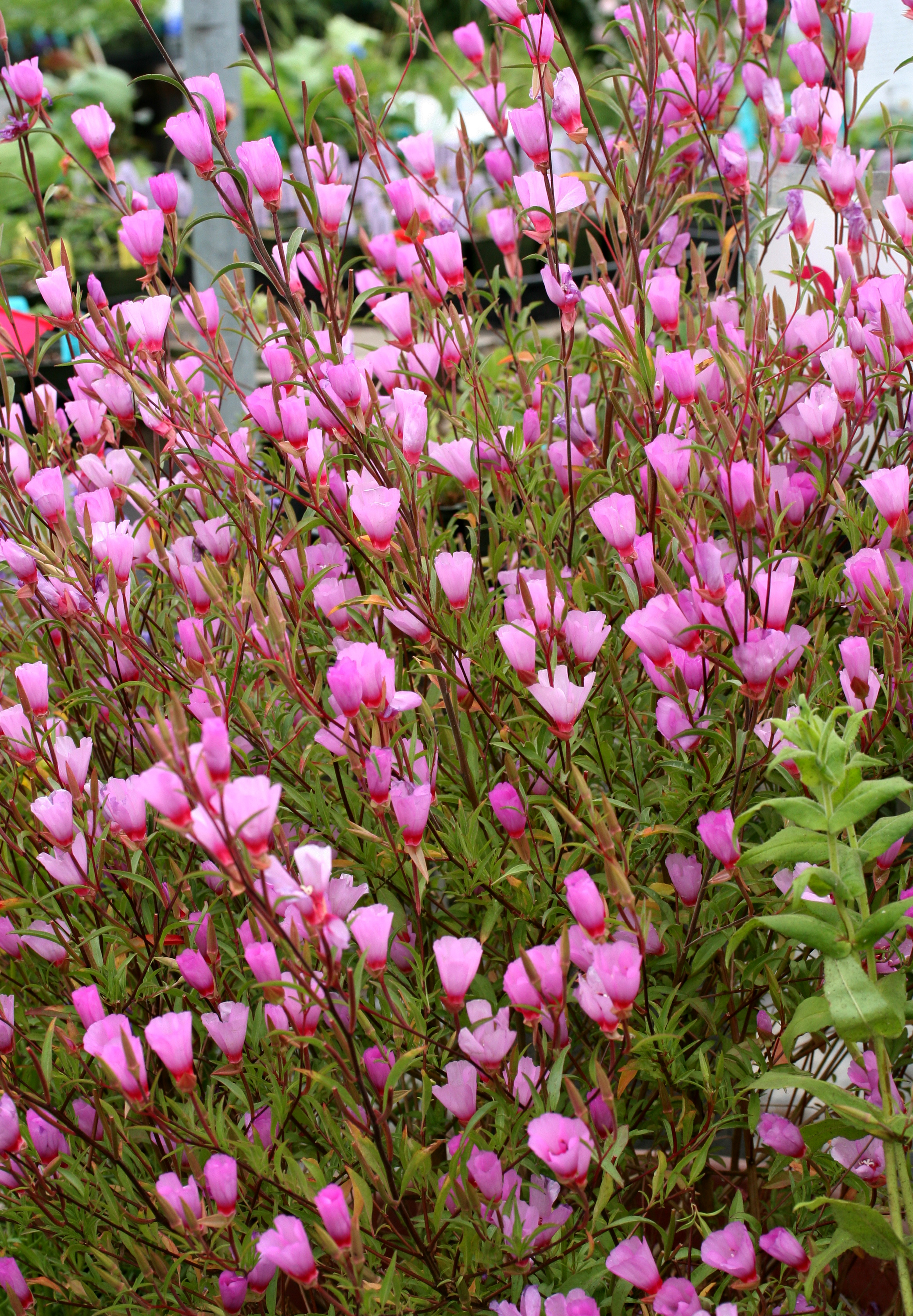
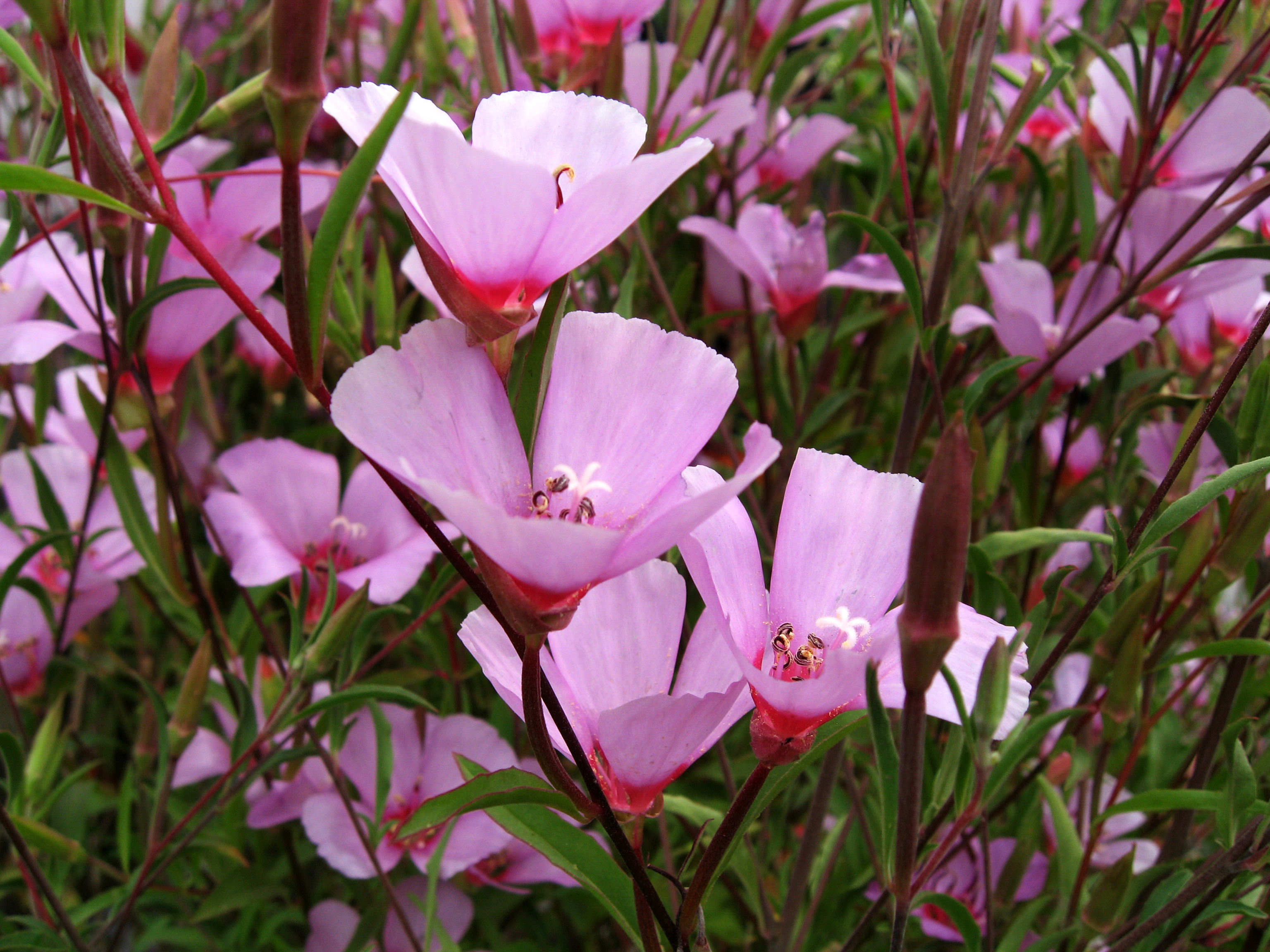